# 브럼백올빼미원숭이
브럼백올빼미원숭이(Aotus brumbacki)는 신세계원숭이에 속하는 올빼미원숭이의 일종이다. 콜롬비아에서 발견된다. 전통적으로 회색배올빼미원숭이(A. lemurinus)의 아종으로 간주되어 왔지만, 최근에는 별도의 종으로 간주해야 한다고 주장되고 있다.